# شارمی
چارملی (به فرانسوی: Charmeil) یک کمون در فرانسه است که در Canton of Escurolles واقع شده‌است.

## خصوصیات
چارملی ۷٫۴ کیلومترمربع مساحت و ۷۲۳ نفر جمعیت دارد و ۲۲۰ متر بالاتر از سطح دریا واقع شده‌است.